# Gustave Geley
Gustave Geley (Montceau-les-Mines, 13 aprile 1868 – Varsavia, 15 giugno 1924) è stato un medico e parapsicologo francese, noto per suoi studi di metapsichica.
Dopo la laurea in medicina all'Università di Lione, fece il praticantato ad Annecy. Nel 1918 abbandonò la professione medica, per fondare l'Institut métapsychique international di Parigi, del quale fu il primo direttore fino al 1924. Si interessò in particolare della creazione di ectoplasmi nel corso di sedute spiritiche con famosi medium dell'epoca: 
- Eva Carrière, pseudonimo di Marthe Beraud, ripetutamente imprigionata per frode,
- Jean Guzik
- Franek Kluski (1873-1943)
- Pascal Forthuny, la cui inaspettata dote di chiaroveggenza fu scoperta durante una seduta informale all'IMI, nell'inverno del 1921.

## Jean Guzik
Jan Guzyk (in francese, Jean Guzik) era un conciatore polacco, che già in tenera età fu protagonista manifestazioni paranormali che stupirono i presenti. Dapprima, fu esaminato dai membri della Società polacca di studi psichici, e, trasferitosi in Francia nel 1922, divenne paziente del dott. Gustave Geley. A seguito di qausi ottanta eventi verificatisi all'Istituto Metapsichico Internazionale, trentaquattro personalità -comprendenti membri dell'Accademia delle Scienze e dell'Accademia Francese, professori di mediciana e di diritto, medici, ingegneri, esperti di polizia- sottoscrissero un documento che attestava: «Noi affermiamo la nostra convinzione che i fenomeni ottenuti con Jean Guzik non possono essere spiegati da illusioni o allucinazioni individuali o collettive o da alcun trucco».
I firmatari specificarono che furono prese molteplici precauzioni antifrode: porte sigillate, arti del medium icatenati e monitorati dagli sperimentatori, in modo da impedirne lo spostamento.
Una commissione della Sorbona smentì queste conclusioni. Le manifestazioni osservate erano di natura molto varia: fenomeni luminosi, apparenze di varie forme, contatti, rumori, odori, parole.

## Franek Kluski (1873-1943)

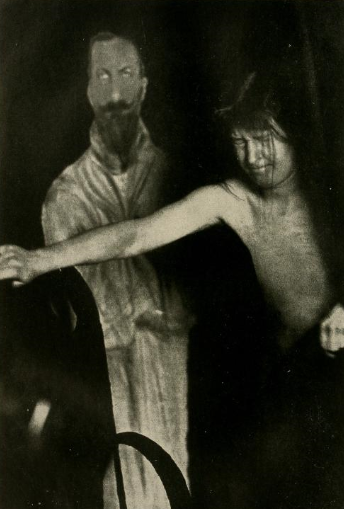
Eva Carrière svestita davanti a un cartone raffigurante uno spirito.

Franek Kluski (1873-1943), il cui vero nome è Théophile Modrzejewski, un banchiere polacco arrivato avanti negli anni alla mezza età, si mise a disposizione del Dr. Gustave Geley dal 19120 al 1921. Per tenere traccia degli ectoplasmi molto realistici prodotti da questo medium, Geley ebbe l'idea di utilizzare un metodo originale: riempì una vasca d'acqua quasi bollente sulla quale galleggiava uno spesso strato di paraffina, prima colorato di blu, poi chimicamente contrassegnato dal colesterolo, una sostanza non rilevabile a occhio nudo ma che assume un coloro rosso quando entra a contatto con l'acido solforico. Durante le sedute spiritiche, che avevano luogo al lume di una fioca luce rossa, con le consuete precauzioni, al medium fu chiesto di immergere in questa vasca gli arti ectoplasmatici che aveva creato. Tra l'8 novembre e il 31 dicembre 1920, sotto forma di un fragile "guanto" di paraffina vuota, ottenne sette mani, un piede e la parte inferiore di un volto, che, una volta riempiti di intonaco, formarono dei calchi medianici di forte realismo, conservati presso l'istituto. Una prima scoperta sorprendente fu che si trattava di mani adulte, ma con le dimensioni proprie dei bambini. Vari esami accertarono che:
- la forma di alcune mani, con le dita incrociate o le dita di due mani che si stringono, esclude l'eventuale impiego di uno stampo rigido, dal quale non sarebbe stato possibile estrarre simili calchi senza romperlo;
- le tracce furono realizzate con la paraffina presente nella vasca, escludendo la possibilità che siano state preparate altrove.

Nonostante varie ipotesi di frode, nessuna spiegazione proposta risultò davvero convincente.

## Opere
- (FR) Essai de revue générale et d’interprétation du spiritisme, Lyon, Imprimerie L.Bourgeon, 1897.
- (FR) Essai de synthèse explicative des phénomènes obscurs de psychologie normale et anormale, in L’Être subconscient, Paris, Félix Alcan, 1899.
- (FR) La physiologie dite paranormale et les phénomènes d’idéoplastie, Paris, Félix Alcan, 1918.
- (FR) De l’inconscient au conscient, Paris, Félix Alcan, 1919.
- (FR) L’ectoplasmie et la clairvoyance, Félix Alcan, 1924.